# Ивански
Ивански (болг. Ивански) — село в Болгарии. Находится в Шуменской области, входит в общину Шумен. Население составляет 1 592 человека.

## Политическая ситуация
В местном кметстве Ивански, в состав которого входит Ивански, должность кмета (старосты) исполняет Иван Маринов Дерменжиев (Граждане за европейское развитие Болгарии (ГЕРБ)) по результатам выборов.
Кмет (мэр) общины Шумен — Красимир Благоев Костов (Болгарская социалистическая партия (БСП)) по результатам выборов.

## Известные жители
Уроженцем села является олимпийский чемпион Янко Русев.